# Bahnstrecke Saint-Sébastien–Guéret
| Bahnhof Gueret, Bahnhofvorplatz, frühes 20. Jahrhundert |                      |                                                                                 |                                                                        |
| Streckennummer (SNCF): | 704 000              |                                                                                 |                                                                        |
| Kursbuchstrecke (SNCF): | 117                  |                                                                                 |                                                                        |
| Streckenlänge: | 45,3 km              |                                                                                 |                                                                        |
| Spurweite: | 1435 mm (Normalspur) |                                                                                 |                                                                        |
| Maximale Neigung: | 20 ‰                 |                                                                                 |                                                                        |
| Streckengeschwindigkeit: | 105 km/h             |                                                                                 |                                                                        |
| |                      |                                                                                 |                                                                        |
| \| \| \| Bahnstrecke Les Aubrais-Orléans–Montauban-Ville-Bourbon von Les Aubrais-Orléans \| \| \| \| \| \| \| \| \| 323,0 \| Saint-Sébastien \| 321 m \| \| \| \| \| \| \| \| \| Bahnstrecke Les Aubrais-Orléans–Montauban-Ville-Bourbon nach Montauban \| \| \| \| \| \| \| \| \| 328,5 \| La Chapelle-Baloue \| 302 m \| \| \| 330,6 \| Sédelle (Viaduc de Sibilot) \| 276 m \| \| \| 333,8 \| Lafat \| 332 m \| \| \| ~335,6 \| D 913 (ehem. N 713) \| D 913 (ehem. N 713) \| \| \| 336,9 \| Maison-Feyne \| 338 m \| \| \| 340,3 \| Dun-le-Palleteau \| 366 m \| \| \| ~340,4 \| D 951 (ehem. N 151) \| D 951 (ehem. N 151) \| \| \| 345,3 \| Saint-Sulpice-le-Dunois \| 356 m \| \| \| 349,4 \| Langledure \| 372 m \| \| \| 352,4 \| Bussière-Dunoise \| 415 m \| \| \| 359,3 \| Saint-Sulpice-Anzême \| 397 m \| \| \| 362,6 \| Clavière \| 363 m \| \| \| 365,7 \| Streckenende \| Streckenende \| \| \| ~366,0 \| Bahnstrecke La Châtre–Guéret von La Châtre \| 398 m \| \| \| ~366,4 \| N 145 \| N 145 \| \| \| ~367,7 \| Bahnstrecke Montluçon–Saint-Sulpice-Laurière v. St-Sulpice-L. \| Bahnstrecke Montluçon–Saint-Sulpice-Laurière v. St-Sulpice-L. \| \| \| ~367,9 \| Avenue du Berry (ehem. N 140) \| Avenue du Berry (ehem. N 140) \| \| \| 368,3 404,6 \| Guéret \| 436 m \| \| \| \| Bahnstrecke Montluçon–Saint-Sulpice-Laurière n. Montluçon-V. \| \| \| \| \| \| \| \| Beginn der Streckenzählung: Paris-Austerlitz über Orléans \| \| \| \| |                      |                                                                                 |                                                                        |
| |                      | Bahnstrecke Les Aubrais-Orléans–Montauban-Ville-Bourbon von Les Aubrais-Orléans |                                                                        |
| |                      |                                                                                 |                                                                        |
| Bahnhof | 323,0                | Saint-Sébastien                                                                 | 321 m                                                                  |
| |                      |                                                                                 |                                                                        |
| Abzweig ehemals geradeaus und nach rechts |                      | Bahnstrecke Les Aubrais-Orléans–Montauban-Ville-Bourbon nach Montauban          | Bahnstrecke Les Aubrais-Orléans–Montauban-Ville-Bourbon nach Montauban |
| |                      |                                                                                 |                                                                        |
| Haltepunkt / Haltestelle (Strecke außer Betrieb) | 328,5                | La Chapelle-Baloue                                                              | 302 m                                                                  |
| Brücke über Wasserlauf (Strecke außer Betrieb) | 330,6                | Sédelle (Viaduc de Sibilot)                                                     | 276 m                                                                  |
| Bahnhof (Strecke außer Betrieb) | 333,8                | Lafat                                                                           | 332 m                                                                  |
| Bahnübergang (Strecke außer Betrieb) | ~335,6               | D 913 (ehem. N 713)                                                             | D 913 (ehem. N 713)                                                    |
| Haltepunkt / Haltestelle (Strecke außer Betrieb) | 336,9                | Maison-Feyne                                                                    | 338 m                                                                  |
| Bahnhof (Strecke außer Betrieb) | 340,3                | Dun-le-Palleteau                                                                | 366 m                                                                  |
| Bahnübergang (Strecke außer Betrieb) | ~340,4               | D 951 (ehem. N 151)                                                             | D 951 (ehem. N 151)                                                    |
| Bahnhof (Strecke außer Betrieb) | 345,3                | Saint-Sulpice-le-Dunois                                                         | 356 m                                                                  |
| Haltepunkt / Haltestelle (Strecke außer Betrieb) | 349,4                | Langledure                                                                      | 372 m                                                                  |
| Bahnhof (Strecke außer Betrieb) | 352,4                | Bussière-Dunoise                                                                | 415 m                                                                  |
| Bahnhof (Strecke außer Betrieb) | 359,3                | Saint-Sulpice-Anzême                                                            | 397 m                                                                  |
| Haltepunkt / Haltestelle (Strecke außer Betrieb) | 362,6                | Clavière                                                                        | 363 m                                                                  |
| | 365,7                | Streckenende                                                                    | Streckenende                                                           |
| Abzweig geradeaus und von links | ~366,0               | Bahnstrecke La Châtre–Guéret von La Châtre                                      | 398 m                                                                  |
| Brücke | ~366,4               | N 145                                                                           | N 145                                                                  |
| Abzweig geradeaus und von rechts | ~367,7               | Bahnstrecke Montluçon–Saint-Sulpice-Laurière v. St-Sulpice-L.                   | Bahnstrecke Montluçon–Saint-Sulpice-Laurière v. St-Sulpice-L.          |
| Brücke | ~367,9               | Avenue du Berry (ehem. N 140)                                                   | Avenue du Berry (ehem. N 140)                                          |
| Bahnhof | 368,3 404,6          | Guéret                                                                          | 436 m                                                                  |
| |                      | Bahnstrecke Montluçon–Saint-Sulpice-Laurière n. Montluçon-V.                    |                                                                        |
| |                      |                                                                                 |                                                                        |
| Beginn der Streckenzählung: Paris-Austerlitz über Orléans |                      |                                                                                 |                                                                        |

Die Bahnstrecke Saint-Sébastien–Guéret war eine 45,36 km lange, eingleisige Eisenbahninfrastruktur, die bereits 1954 entwidmet, 1957 abgebaut und die Bahnhofsgebäude zwei Jahre später verkauft wurden. Auf Luftaufnahmen ist der Trassenverlauf noch gut erkennbar und auch am Boden sind noch zahlreiche historische Relikte vorhanden.

## Geschichte
Als laufende Nummer 101 findet sich diese Strecke im Freycinet-Plan, der 1879 den verstärkten Ausbau des französischen Eisenbahnnetzes anempfahl. Recht unbestimmt ist der Streckenverlauf dort mit „von einem zu bestimmenden Punkt auf der Strecke von Châteauroux nach Limoges, zwischen Forgevieille und Éguzon, in oder nahe Guéret“ beschrieben. Tatsächlich wurde die Trassenwahl so vorgenommen. In Guéret fädelt sie in die Bahnstrecke Montluçon–Saint-Sulpice-Laurière ein. Hier ist heute ein kurzer Teil für Gütertransport noch in Betrieb.
1881 wurde die Strecke für von öffentlichem Interesse – also auch für den Personenverkehr vorzusehen – erklärt und zwei Jahre später, am 28. Juni 1883 an die Compagnie du chemin de fer de Paris à Orléans (PO) konzessioniert. Nach kurzer Bauzeit wurde die Strecke am 16. August 1886 für den Verkehr freigegeben.
Bei der Auswahl der Trassenführung hat man sich nicht nur nach den Wünschen der anliegenden Gemeinden orientiert, auch das Geländeprofil wurde bestmöglich berücksichtigt, sodass nur wenige Kunstbauwerke zu errichten waren. Das mit Abstand größte ist das Sibilot-Viadukt, dass mit fünf Bögen das Tal der Sédelle überbrückt. Die Baukosten der gesamten Strecke betrugen nur 7 Mio. FF.

### Verkehr
Eine Notiz über den ehemaligen Bahnhof von Saint-Sulpice-Anzème ist wahrscheinlich symptomatisch für das Verkehrsaufkommen dieser Provinzstationen. Im Volksmund wurde er mit Theix bezeichnet, weil er sich im gleichnamigen Dorf befand: „Die von einer Zeitung aus dem Creuse im Oktober 1908 erstellte Verkehrsschätzung weist täglich etwa 40 Reisende aus, die an diesem Bahnhof abfuhren oder ankamen, sowie durchschnittlich 10 Tonnen Transitgüter pro Tag.“ Es wurden Kalk, Stroh, Kohle und Weinfässer angeliefert. Ausgeführt wurden hauptsächlich Agrarprodukte wie Kartoffeln, Tiere, Getreide, Futter und verarbeitetes Fleisch. Mit zwei Restaurants, vier Cafés oder Bars, drei Lebensmittelhändlern, zwei Kartoffelhändlern, einer Molkerei und seinen Handwerkern war das Dorf Theix zu dieser Zeit das belebteste der Gemeinde. Neben dem Bahnhof gab es an öffentlichen Einrichtungen auch eine Grundschule mit zwei Klassenräumen. Der Bahnhof Bussière-Dunoise gilt für die Zeit des Ersten Weltkriegs als der größte Kartoffelumschlag Frankreichs.
Doch nach 1945 entsprach die Auslastung der Strecke keiner wirtschaftlichen Kostenrechnung mehr. Der neue Eigentümer der Strecke, die SNCF, stellte deshalb zum 27. Juni 1940 den Personenverkehr auf gesamter Länge ein. Zehn Jahre später folgte der Warenverkehr im nordwestlichen Abschnitt zwischen Saint Sébastien und Lafat, am 18. Mai 1952 dann auch für die Reststrecke.
70 Jahre später beschloss der Gemeindeverband, die Strecke wiederzubeleben und den alten Bahnhof von Dun-le-Palestel als Mittelpunkt für Freizeitaktivitäten anzupreisen, in den er einige Jahre zuvor als Verwaltungssitz eingezogen war. Die Trasse mitsamt ihrer Kunstbauwerke sei in einem sehr guten Zustand. Man wolle die teils besonderen baulichen Merkmale herausstellen und für Besucher zugänglich machen, weil sie zurzeit ein ungenutztes touristisches Potenzial darstellten, so betonte die Leiterin der Dienststellen des Gemeindeverbands in einem Pressegespräch. Immerhin seien 80–90 % der Strecke noch im Gemeindebesitz. Es würde die Ausweisung einer Grünen Route (voie verte) vorbereitet, die 2023 eröffnet werden solle.